# Gears of War 2
Gears of War 2 es un videojuego de disparos en tercera persona, del género videojuego de terror y acción-aventura, creado por la compañía desarrolladora Epic Games y anunciado por Microsoft para su distribución exclusiva para la videoconsola Xbox 360. Es la secuela del aclamado título Gears of War. El videojuego fue presentado por primera vez el 20 de febrero de 2008 por el programador y diseñador del proyecto, Cliff Bleszinski, durante la Conferencia de Desarrolladores de Videojuegos (Game Developers Conference) y fue lanzado al mercado el 8 de octubre de 2008, utilizando una mejorada versión del reconocido motor gráfico Unreal Engine 3.

## Argumento
El inicio de Gears of War 2 ocurre siete meses después de lo acontecido en Gears of War. A pesar de que gran parte de la horda locust fue derrotada tras la detonación de la bomba de masa ligera, la explosión también trajo severas consecuencias a la población humana al provocar que la imulsión (una sustancia fosforescente en estado líquido, que utilizan los humanos del planeta Sera como combustible) se vaporizara y emergiera del subsuelo causando una mortal enfermedad pulmonar a la raza humana la cual bautizaron como Neumonía Óxida. Mientras los humanos buscan sobrevivir a esta nueva amenaza, un nuevo y coordinado ataque locust logra hacerse con algunas capitales humanas, que lentamente van cediendo frente a la ofensiva enemiga. La humanidad cuenta entonces con un último refugio, la antes impenetrable meseta Jacinto, desde la que se planea un último y desesperado contraataque: excavar hasta los refugios de los locust que sobrevivieron al ataque de la bomba de masa ligera.
La Coalición de Gobiernos Organizados (CGO), es la fuerza militar del planeta Sera, que luchan contra los locust desde el Día de la Emergencia o Día-E, donde dichos locust emergieron de la tierra para atacar a los humanos del planeta Sera. La CGO organizó una resistencia, pero como dijo la Reina Locust: "... Ahora, la larga batalla contra su terrible destino...". Antes del Día-E, Sera estaba en total guerra civil por la imulsión.
Durante los setenta y nueve años en guerra la CGO se convierte en un partido político legítimo de menor importancia, fundado mucho antes de las guerras del péndulo por Alexi y Desipich, socialista fanático. El partido fue basado en una filosofía oscura del mundo-gobierno, la cual toma ocho valores fundamentales: orden, diligencia, pureza, trabajo, honor, lealtad, fé y humildad. Las guerras del péndulo finalmente terminaron cuando la CGO venció a la UIR (Unión de Repúblicas Independientes) estableció el control sobre la inmulsión, con las ciudades y la cultura volviendo a un planeta casi destruido.
Los problemas de energía se presentaron al cabo de poco tiempo, sin embargo, la CGO descubrió más Inmulsión que fue bombeada por todo el planeta Sera, con el cual, la CGO terminaría con los problemas de energía de Sera para siempre. Muchos creyeron que había llegado una nueva edad dorada, pero esta creencia fue machacada por aquello que ahora se llama Día de la Emergencia o Día-E.
Los escuadrones más conocidos de la CGO son el pelotón Delta (principal), el pelotón Alpha (mencionado en Gears of War), como también hay participaciones de otros pelotones jugables como el pelotón Kilo (Gears of War: Judgement) y el pelotón Zeta (Gears of War 3 - DLC: Raam's Shadow)      

### Historia

#### Acto 1: Punta de lanza
El juego comienza a las afueras del Centro Médico de Jacinto, lugar a donde es enviado el nuevo miembro del pelotón Delta, Benjamin Carmine. Se puede optar por entrenar al novato a manera de un pequeño tutorial o "saltarlo" para continuar dentro del hospital el cual está repleto de pacientes con neumonía óxida, la enfermedad causada por la vaporización de la imulsión. En el hospital, Marcus y Dom encuentran a Tai Kaliso, con quien Marcus parece haber tenido contacto durante las Guerras del Péndulo. El hospital es atacado por la horda locust, y la CGO logra hacerles frente deteniendo su avance en la meseta de jacinto. Es entonces, cuando el presidente de la CGO, Richard Prescott, da un alentador discurso a la coalición para que ataque la hondonada y extermine de una vez a la horda locust, a esta operación se le llamó: Operación Tormenta de la Hondonada.
Comienza el avance de cientos de perforadoras, carros enormes con cápsulas excavadoras que al ser lanzadas al suelo, excavan cientos de metros. En esta parte la horda locust da una defensiva ocupando todo lo posible para detener el avance de la coalición convoy es atacado por una gran cantidad de reavers, corpsers, brumaks,
nemacyst e infantería locust, donde se pierden varias excavadoras, kings reavers, centauros (carro de gran tamaño blindado con un misil) y soldados.
El escuadrón delta, conformado por Marcus, Dom y Benjamin Carmine, van en la excavadora 314 llamada "Betty" conducida por Dizzy Wallin.
Pero no solo estos son los que van llevando a cabo la operación si no que se llega a escuchar las excavadoras de Tai Kaliso y de Damon Baird. 
Al llegar a la ciudad de Landown, un poblado tomado por los locust durante el "Invierno del Dolor", la ciudad es asaltada por la CGO y en el centro de la ciudad se llevaría a cabo la misión, pues el suelo de Jacinto era demasiado duro para hacer el trabajo mientras que en landown es de granito.  El acto termina cuando Skorge, líder locust de los kantus, ataca el sitio de perforación y acorrala a Dizzy y Tai, mientras Marcus y Dom no pueden hacer nada para salvarlos y son lanzados al subsuelo.

#### Acto 2: Moradores
El acto 2 comienza en la hondonada, después de salir impulsado en la perforadora hacia el subsuelo y dejando atrás a Tai y Dizzy enfrentándose a Skorge.
Varias cápsulas perforadoras han sido enviadas al subsuelo para pelear contra los locust en su propia casa. En cuanto salen de las cápsulas perforadoras, se les informa que Carmine está en un punto distinto al de Marcus y Dom, tendrán que ir a por Carmine. También se les informa que no tienen contacto con la superficie. Durante la misión, el escuadrón delta se encuentra a los gusanos de piedra, criaturas indígenas de las cuales no se tiene información. Carmine es salvado por Dom y Marcus. Más tarde en la misión, el escuadrón delta es informado sobre una nueva misión con mayor prioridad y deberán volver a un punto de extracción.
Poco después se encuentran de nuevo con Skorge a bordo de un hydra, también encuentran el origen de la actividad sísmica: un gusano gigante cuyo objetivo es desconocido para el escuadrón delta; su sorpresa será magnánima al salir de la hondonada y ver el agujero de Ilima. Con horror Marcus y Dom se dan cuenta de que la bestia es un gusano perforador y está hundiendo ciudades enteras. Un king raven es atacado y cae dentro del agujero de Ilima, por el cual delta se desplaza observando aún edificios caer. Tras una emboscada locust y un reagrupamiento con Cole, y posteriormente a su rescate, se unirá Baird. También se encuentran con Tai, dentro de una barcaza de bestias en la que se tortura a la gente capturada. Marcus se ve afectado al ver a Tai quitándose la vida con la escopeta que le dio para luchar, los locust han adoptado tácticas con las que incluso el más fuerte de los soldados es debilitado hasta la muerte. Saliendo nuevamente al exterior, delta se dirige a un espacio abierto que será su evacuación de la hundida ciudad de Ilima.
El lugar de evacuación es asaltado sorpresivamente por locust que atacan a delta por todos los flancos. Tras diezmar un poco el ataque de las larvas un king raven se aproxima para extraer al pelotón. Una vez dentro del Raven y con Carmine herido, un nuevo ataque sorpresivo impresiona a delta, esta vez por parte del gusano perforador que con un solo impulso y con mortal precisión por parte de una roca enorme, traga a todo el pelotón delta junto con el King Raven.
Dentro del gusano perforador, delta se dispone a salir de él, no sin antes matarlo. Carmine es asesinado dentro del gusano por pequeñas criaturas que son parásitos del gusano perforador y delta solo tiene un objetivo en mente. De repente, una pared de escombros los persigue hasta llegar a puntos clave, donde, tendrán que cortar parte del gusano para salvar sus vidas. Una vez llegando a su objetivo, cortan las arterias del corazón, el cual más tarde se enteran que no es el único. El escuadrón logra cumplirlo al cortar las arterias de los tres corazones que el enorme gusano tiene. El gusano, desesperado, sale de la tierra solo para escupir sangre y morir, delta crea la salida para el pelotón de la bestia y espera que control envíe ayuda para recogerlos. Frustración y un centauro (un vehículo) es lo que el mando envía, pues tiene ahora una nueva misión: ir a una especie de bodega abandonada, pues un documento recién desclasificado enuncia que ahí puede haber información sobre la localización de la fortaleza de los locust y la posible existencia de una reina. Delta sube al centauro y prosigue con su nueva misión.

#### Acto 3: Tormenta en ciernes
Delta sube a las instalaciones abandonadas donde la exploración que hacen sirve para descubrir que una especie de grabación impide el paso. Baird prepara un explosivo de carga extra con el que Marcus y Dom logran abrirse paso a las instalaciones. Nueva Esperanza es el nombre del lugar abandonado.
La instalación de Nueva Esperanza, a pesar de estar abandonada desde hacía más de 70 años, está plagada de desgraciados y sistemas de seguridad que la inteligencia artificial llamada Niles maneja. Marcus y Dom encuentran una grabación de un Niles más humano, menos loco, que describe los procedimientos que se llevaban a cabo en Nueva Esperanza, las investigaciones con los “sujetos” y un acceso a la hondonada desde el monte Kadar. Por orden de Marcus, Jack toma la información mientras que al salir se enfrentan con la amenaza creada en Nueva Esperanza: sires. Los sires (especie de humanos mitad locust) pero al estar cerca de llegar a la salida más locust llegados a las instalaciones dificultan el regreso al centauro y lo complica más el granizo asesino. Una vez de regreso al centauro, delta procede con el ascenso al monte Kadar.
El viaje al monte Kadar está repleto de puestos de avanzada que son indicativo de que la entrada a la hondonada está cerca pero el escuadrón delta pasa por diferentes situaciones que les impiden el paso como hielo, puestos locus y reavers pero estos logran pasar las dificultades y entran al monte kadar. Una vez dentro del monte Kadar delta se enfrenta a corpsers y brumaks. Al final del capítulo, delta encuentra un campamento de refugiados. Ahí se halla Champ, el dueño de la gasolinera en Gears of War que les comenta que ahí estaban seguros mientras se mantuvieran lejos de las carreteras de los locust estas carreteras son conocidas como nexus, pero ahora las larvas están yendo por donde antes no lo hacían. Por orden de Marcus, Baird y Cole escoltan a todos los refugiados al exterior mientras que él y Dom bajarán a investigar, ya que según Champ, María (la esposa de Dom) podría estar capturada cerca de Nexus, la fortaleza locust, el lugar que delta ha ido a buscar.

#### Acto 4: Enjambre
Cuando emprenden el viaje a Nexus se ven obligados a viajar por agua en unos botes cañoneros de los locust y acabar con una criatura gigante llamada leviathan, hecho esto, Dom quiere ir a buscar a su esposa, pero Marcus le dice que tienen que encontrar la autopista locust para llegar hasta Nexus, así que Dom argumenta el apoyo que le dio a Marcus cuando sucedió lo de su padre, así que a Marcus no le queda más opción que acompañar a su amigo. Pero tienen que acceder a unas terminales para saber la ubicación de la zona donde estaba María, la esposa de Dom. Cuando llegan a la zona, Dom le pide a Jack que localice la celda y que la abra para rescatar a María; cuando Jack lo logra, Dom se reencuentra con Maria. Teniendo un sueño despierto, Dom se ve abrazando a María pero Marcus lo despierta para que vea la cruel realidad: María se ve trastornada, desnutrida y casi calva, Marcus le dice a Dom que se tranquilice. Dom abraza a María y le dice que la ama, saca una pistola boltok y le dispara en la cabeza, acabando con el sufrimiento de su esposa. Marcus le dice a Dom que tenía una idea de como llegar a Nexus disfrazándose de guardias theron, pero mejor decide que Dom se desahogue y que mejor se abran paso luchando (esto puede ser cambiado al descargar la escena eliminada, pues dan a escoger al jugador si pelea o si se escabulle como un guardia theron).
Una vez que pueden llegar a Nexus tiene que encontrar la forma de llegar al palacio, pero antes tienen que ubicar a Jack en un buen lugar para que se dispare su radiofaro y que los refuerzos de la CGO lleguen hasta el palacio. Cuando lo consiguen se reúnen con Baird y Cole que se habían quedado atrás ayudando a los sobrevivientes, mientras se van acercando al palacio, se van dando cuenta de la desesperación de los locust ya que están librando una guerra civil en el subsuelo contra una amenaza llamada "lambents". De todos modos, el equipo delta sigue penetrando en la fortaleza locust hasta llegar al palacio hasta que logran llegar a la sala del trono, es ahí cuando tienen una pequeña charla con la reina pero ésta escapa y se queda Skorge para luchar contra el pelotón delta. Marcus ordena a Baird y Cole que vayan por la reina mientras él y Dom luchan contra Skorge, la pelea termina cuando Skorge sale huyendo en una hydra. Después de la pelea, delta logra montarse en unos reavers ("caballitos", como los llama Cole) para poder llegar más rápido a Jacinto, no sin antes brindar apoyo a un pelotón en problemas y tener otro encuentro con Skorge para perseguirlo. Luego de muchos intentos Marcus logra repeler a la hydra de skorge.

#### Acto 5: Repercusiones
A la salida de la hondonada, el escuadrón delta emprende un viaje problemático a Jacinto que termina con la derrota y muerte de Skorge. Finalmente delta llega a Jacinto, en la que Anya solicita inmediatamente su ayuda, aquí se les informa de que una segunda bomba de masa ligera será usada para por fin hundir la meseta de Jacinto en un king raven, pero las defensas enemigas son muchas y necesitan que "alguien" limpie el lugar antes de acceder. Ese alguien es el escuadrón delta, al que por primera vez se agrega el Coronel Hoffman al ser ésta la última batalla en Jacinto .
Tras derrotar la invasión enemiga más próxima a lo último habitable en Jacinto, Marcus y Dom tienen la misión de acercarse a lo que es la prueba más evidente de que Jacinto está siendo hundida, un enorme agujero por el cual planean colarse nuevamente a la hondonada. La defensa locust es fuerte, pero es reprimida por Marcus y Dom hasta toparse con un brumak que no puede destruirse. Ante esa situación, Marcus y Dom suben en él con la esperanza de que la invasión a la hondonada sea más fácil.
Con esta nueva gran ayuda (la fuerza, ametralladoras y misiles del brumak), Marcus y Dom tienen que derribar los últimos tres pilares que sostienen la superficie y darle paso a los ravens que llevan la bomba de masa ligera. Sin embargo, el raven que cargaba con ésta es derribado perdiéndose la última esperanza de hundir Jacinto con los locust dentro.
El panorama se ve feo hasta que delta observa cómo el brumak, al tener una exposición tan directa con la imulsión, sufre una mutación, se convierte en un lambent «como los desgraciados brillantes [que explotan al contacto con varias balas]... pero más grande». Así, con la ayuda del Martillo del Alba, delta detona al brumak-lambent, hundiendo así a Jacinto. En la animación final se ve cómo el agua de mar entra por la gran abertura que deja la ciudad y cómo inunda la hondonada ahogando a los locust y lambent por igual. Barcos y helicópteros salen de la ciudad con los supervivientes, mientras la Reina Myrrah se lamenta, pues según ella el legado que se está dejando en ese momento no es el que ella esperaba.
Al final de los créditos sale una grabación de Adam Fenix, el padre de Marcus, quien dice: «Aquí Adam Fenix. ¿Hay alguien ahí afuera? ¿Pueden escucharme? Aquí Adam Fenix... ¿Pueden escucharme? ¿Qué es lo que han hecho?»

### Personajes
- CGO#Tai Kaliso|Tai Kaliso: Es lo que se dice un tipo cuadrado, pero su musculatura contrasta con su personalidad tranquila y meditativa. Tai desciende de una larga estirpe de hombres que se consideraban no solo luchadores sino guerreros. Esta tradición ha convertido a Tai en una mezcla de filósofo y de guerrero con una perspectiva espiritual de la guerra que suele provocar extrañeza en sus compañeros de pelotón. Sin embargo les inspira simpatía y respeto, aunque no siempre le comprendan. Tai y Marcus se han salvado la vida mutuamente en multitud de ocasiones durante las Guerras del Péndulo. Más tarde, Marcus rescató a Tai en la Hondonada donde se descubre que fue capturado por Skorge durante su lucha con este y Marcus le arroja una Gnasher para que pueda defenderse y escapar con el y su pelotón, pero a causa de los tormentos infligidos por los locust, este se suicidó disparándose la gnasher en la cabeza.

- CGO#Presidente Richard Prescott|Presidente Richard Prescott (no jugable): La política corre por las venas de Richard Prescott, el presidente de la coalición. Cuando era pequeño vio cómo su padre y su abuelo, también políticos guiaron a Será en tiempos difíciles. Ahora Prescott ha aprobado varias leyes que otorgan amplios poderes a la coalición para derrotar a los locust. Estas decisiones le han hecho muy impopular entre los que piensan que la coalición se ha pasado de la raya y, en nombre de la seguridad, se ha convertido en un régimen autoritario. A pesar de estas acusaciones, Prescott sigue dedicado a garantizar la supervivencia de la humanidad, cueste lo que cueste.

- CGO#|Dizzy Wallin: Es un antiguo superviviente convertido en soldado a regañadientes. Su corazón está dividido entre su desconfianza por la coalición y hacer lo correcto por su familia. A medida que se intensifica la guerra con los locust, Dizzy se da cuenta de que la vida fuera de los muros de Jacinto es más peligrosa para su familia. Se une al ejército de la CGO participando en la Operación Salvavidas a cambio de asilo para su mujer y sus dos hijas. Ahora convertido en un conductor de un perforadora de asalto Dizzy se pregunta si habrá hecho lo correcto. Después del ataque de Skorge a la perforadora 314 (Betty) este escapa gracias a la intervención de Tai Kaliso y se reúne de nuevo con su familia (Gears of War comic º7).

- María Santiago (no jugable): Vivía una vida normal con su marido y su familia, pero todo cambió el Día de la Emergencia, cuando los locust destruyeron su casa y asesinaron a sus dos hijos pequeños. María y Dom huyeron a Jacinto, pero el daño ya estaba hecho. Muertos sus dos hijos y su marido cada vez más tiempo en la línea del frente. María desapareció sin dejar rastro. Dom tiene como objetivo descubrir la verdad sobre su desaparecida esposa. Dom y Marcus la encuentran en la fortaleza Nexus, pero ya es tarde porque María es un muerto en vida debido a las torturas de los locust, ni siquiera recuerda a su marido. Dom, después de una escena muy emotiva, decide acabar con la vida de María para aliviarle el sufrimiento, disparándole.

- CGO#Benjamin Carmine|Soldado Benjamin Carmine: Es el hermano del soldado Anthony Carmine de la primera entrega (lo mató un francotirador con un tiro en la cabeza), y de Clayton Carmine y sobrino de Madison Carmine, Es el nuevo recluta de Marcus y es un novato. Carmine cubría al pelotón delta mientras un King Raven los evacuaba, sin embargo se tardó demasiado y fue alcanzado por un disparo. Esto lo deja herido pero logra subirse al King Raven. El King Raven es alcanzado por una roca lanzada por el gusano perforador, esto desequilibra al King Raven y hace que Carmine caiga dentro del gusano. Tras caer del King Raven en el que viajaba junto al resto del pelotón delta, el gusano gigante engulle al helicóptero. Más tarde le encuentran una vez dentro del gusano, pero muere a causa de las heridas en el estómago que le causan unos seres parecidos a arañas que habitan en el cuerpo del gusano. Algo que debe de notarse es que si no hubiera sido por Carmine, el King Raven hubiera evacuado más rápido y probablemente no hubiera sido alcanzado por el gusano perforador, lo cual hubiera ocasionado que el gusano nunca hubiera sido destruido por el pelotón delta desde dentro, por lo tanto, lo que Carmine hizo ayudó sin duda a la muerte del gusano perforador que había estado hundiendo ciudades enteras (un sacrificio por toda una ciudad, Jacinto).

- Skorge: El líder de la secta de kantus de los locust y el nuevo antagonista del pelotón delta el cual tiene como arma destructiva el gusano perforador atraído por sus cantos. Este, en el capítulo de Enjambre, es el súbdito de la reina, quien le ordena matar al escuadrón CGO que estaba presente en el castillo (en este caso Dom, Marcus, Cole y Baird). Después de esto, los CGO logran destruirles todas sus armas de lucha y se va volando en la hydra y los CGO la persiguen hasta que la logran abatir y lo vencen.

- Flame Boomer: Es una especie de locust que se especializaba en manejar el lanzallamas. Este era uno de los tantos súbditos de la reina locust que se colocaba una máscara, este locust empieza a aparecer cuando los CGO entran a la fortaleza locust en Nexus junto con el guardia theron y el centinela theron.

- Grinder: Es otra especie de locust que es especialista en el uso de la Mulcher, es una ametralladora de gran calibre que puede albergar hasta 500 municiones, es lento como los Boomers pero más resistente.

- Jinetes de Bloodmount: Son la caballería locust, puede ser un Jinete Dron, Guardia Theron o un Guardia de la Reina, atacan de lejos con una Hammerburst y se acercan rápidamente gracias al Bloodmount, una vez separados, ataca como cualquier locust.
- Bloodmounts: Pertenece a la clase "Bestia" de los locust, funcionan básicamente como caballos, con afiladas patas delanteras que funcionan como navajas y fuertes patas traseras, son rápidos, resistentes, y saltan obstáculos, usan un casco que al parecer les es bastante incómodo y se lo arrancan después de algunos impactos de bala.

- Maulers: Son la armería pesada cuerpo a cuerpo de los locust armados con un mayal y un escudo acorazado, pertenecen al género boomer.

## Sistema de juego

### Modo Horda
Horda nueva función añadida , cuya base es matar a las oleadas de locust que te van llegando, una por una. La oleada 1 - 10 se repite en las oleadas de la 11 - 20 pero con mayor dificultad, y así seguimos hasta la 41 - 50. Si un jugador muere pero al menos uno sobrevive, se cuenta como victoria y reviven en la siguiente oleada. Se gana al terminar las 50 hordas.

### Mejoras gráficas
De acuerdo a las demostraciones presentadas por el propio diseñador jefe del proyecto, Cliff Bleszinski, entre las mejoras visuales de este nuevo título destacan la mejora y optimización de luces y sombras, incrementando notablemente el rango dinámico respecto a su versión anterior; la capacidad de desplegar cientos de personajes simultáneos en pantalla así como representar efectos climatológicos; la incorporación de entornos destructibles, que permitirán al jugador interactuar no solo con los personajes, sino con las superficies de los objetos; importantes mejoras en la física de los materiales, que reaccionarán de manera más natural ante el impacto de balas y la fuerza de gravedad. Así como también un audio cinematográfico para sumergir al jugador más en la historia del juego.

### Mejoras en jugabilidad
En la campaña solo pueden jugar dos jugadores, igual que en el primer Gears of War; donde sí hay cambios es en el modo enfrentamiento, donde podrá soportar hasta diez jugadores, en contraste con ocho participantes en la primera entrega.
Además se han incorporado nuevos vehículos y nuevas armas, entre las que destacan:
- Granadas venenosas o de tinta: granada que al ser detonada libera un gas tóxico.
- Lanzallamas abrasador.
- Escudos acorazados.
- Morteros.
- Torretas de cadena.
- Pistola Gorgon.
- Hammerburst (mismo fusil que en la primera entrega, solo que ahora es de disparo simple y es más poderosa que su predilecta de la CGO).
- La ametralladora mulcher (ametralladora pesada que suelen usar las nuevas versiones del Boomer).

Un nuevo sistema de cobertura, que permitirá al jugador tomar a un enemigo herido como rehén y usarlo a manera de escudo; mayor cantidad de ejecuciones.
También se incluyeron duelos con la sierra mecánica del lancer, que consiste en que al haber un combate de motosierras los dos forcejearán pulsando repetidamente el botón B y después de 2 o 3 segundos el que oprima mayor número de veces el botón ganará el duelo y cortará a la mitad al oponente, así como también la oportunidad de arrastrarse lentamente y retirase de un lugar hostil cuando se ha sido herido, que da una opción de supervivencia al jugador tras haber sido derribado.
También se ha anexado un sistema de cámaras dinámicas que permiten a los contrincantes derrotados, quienes deben esperar algunos segundos antes de reaparecer nuevamente, desplazarse libremente por el mapa para mirar de cualquier ángulo la acción en el campo de batalla.

## Recepción

### Ventas
La semana de su salida al mercado se vendieron más de 2 millones de unidades, y estableció un nuevo récord en el número de jugadores conectados simultáneamente a Xbox Live.
Fue el sexto juego mejor vendido de diciembre de 2008 en Estados Unidos, vendiendo poco más de 745 000 copias. Fue también el séptimo juego mejor vendido en Estados Unidos durante 2008, con más de 2,3 millones de copias vendidas.
Para el 2012, Gears of War 2 había vendido más de 6,549,314 de copias en todo el mundo durante el año,  siendo así el cuarto mejor juego videojuego más vendido para Xbox 360 contando con los call of duty y Grand Theft Auto 4.

### Actualizaciones y contenido descargable
El 20 de febrero de 2008, coincidiendo con el anuncio oficial del juego en la Game Developers Conference («conferencia de desarrolladores de videojuegos»), varias imágenes de jugador gratuitas y un tema de escritorio, así como un avance de intriga titulado "Duelo", se lanzaron a través de Xbox Live. Las primeras imágenes del modo campaña, destacando las nuevas características del juego, se publicó en línea y para el "Marketplace" el 9 de mayo de 2008. Después de la conferencia de prensa de Microsoft en la Electronic Entertainment Expo, se publicó el avance "Rendezvous" y una demostración del juego, así como nuevas imágenes de jugador gratuitas y un tema de escritorio.
Hasta su lanzamiento, cada nueva copia de Gears of War 2 se ofrecía con un código para descargar el paquete de mapas Flashback que incluye cinco mapas mejorados del juego original: Canales, Punto muerto, Mansión, Metro y Estación Tyro. Los jugadores que asistieron al evento GameStop Midnight Madness recibieron un código para desbloquear un rifle hammerburst dorado para su uso en los modos multijugador y un código para un tema exclusivo.
El primer contenido descargable fue el paquete de mapas Combustible, que consta de tres nuevos mapas: Inundación, Fiebre del oro y Gasolinera. Fue lanzado el 15 de diciembre de 2008.
La segunda actualización del juego se publicó el 21 de enero de 2009, con varios ajustes de la jugabilidad y con más logros, también se corrigieron muchos de los errores (glitches) que los jugadores habían descubierto.
Una tercera actualización se publicó el 24 de marzo de 2009 que cambió el sistema de clasificación a un sistema basado en la experiencia. El 31 de marzo se publicaron cuatro nuevos mapas llamados Snowblind que incluyen: Depósito, Bajo la colina, Patio y Patio para triturar.
En julio de 2009, Epic Games publicó la cuarta actualización, que permitía ganar experiencia en el modo horda y corregía algunos errores.
El 28 de julio de 2009, se publicó un nuevo paquete de mapas, llamado Dark Corners (rincones oscuros), con los mapas: Jardín de los padres, Monumento, Santuario, Máquina de guerra, Carretera, Estación intermedia y Ningún lugar. Epic Games también saco un capítulo previamente eliminado del modo campaña, titulado "Camino a la perdición". El capítulo se puede jugar de 2 maneras, pasar en total sigilo por una carretera repleta de locust con una armadura theron o a tiros.

### Edición especial
La Edición de Coleccionista de Gears of War 2 incluye:
- Un delgado estuche metálico en color gris, con una impresión en color negro del fusil de asalto lancer.
- Un segundo DVD con el "making of" del juego, en el que se muestra el desarrollo y evolución de los personajes previo a Gears of War: Emergence Day, también incluye Temas e Imágenes para el Perfil del jugador.
- Un minilibro de 48 páginas titulado "Beneath the Surface: An Inside Look at Gears of War 2", que muestra arte conceptual e información sobre él.
- Un Código de descarga del paquete Flashback.
- La foto que posee Dom de Él con María.